# Strategisk resurshantering
Strategisk resurshantering är ett samlingsbegrepp som innefattar strategier för hur ett företag eller annan organisation på ett hållbart sätt hanterar egna resurser, samt påverkar omvärldsresurser. Till resurser räknas exempelvis råvaror, produkter, ekosystemtjänster, kemikalier, avfall med mera.